# Île Oua
L'île Oua est une île de Nouvelle-Calédonie située à environ 21 km à l'est du cap de Flotte de Lifou dans les îles Loyauté. Elle dépend de la commune de Lifou.

## Géographie
L'île Oua, de forme allongée, fait 1,5 km de longueur et 0,65 km de largeur maximales pour une superficie de 0,9 km2. Entièrement recouverte de végétation, elle est entourée d'un platier et n'est accessible que par hélicoptère ou par une petite embarcation pouvant accoster au nord.

## Histoire
En juin 1827, l'île est abordée pour la première fois par un Européen par Jules Dumont d'Urville lors de son voyage austral à bord de L'Astrolabe qui lui donne le nom d'île Laîné, appellation en usage jusqu'au XXe siècle.
L'île Oua — également parfois dénommée Uo —, rattachée à Lifou, fait partie de l'aire coutumière Drehu.